# Werner Korff
Werner Korff   (Berlín, 18 de desembre de 1911 - Boca Raton, 11 de febrer de 1999) va ser un jugador d'hoquei sobre gel alemany que va competir durant la dècada de 1930.
El 1932 va prendre part en els Jocs Olímpics de Lake Placid, on guanyà la medalla de bronze en la competició d'hoquei sobre gel.